# Desa Betet (administrativ by i Indonesien, lat -7,15, long 111,63)
Desa Betet är en administrativ by i Indonesien.   Den ligger i provinsen Jawa Timur, i den västra delen av landet, 500 km öster om huvudstaden Jakarta.